# Operatie Bluebird
Operatie Bluebird was de codenaam voor de landing van Britse Horsa's nabij La Motte in Zuid-Frankrijk. 

## Geschiedenis
Op 15 augustus 1944 landden geallieerde troepen op de Franse Middellandse Zeekust. Deze landing werd uitgevoerd onder de codenaam "Operatie Dragoon". Ter ondersteuning moesten bij La Motte veertig zweefvliegtuigen (Horsa's) landden. De Horsa's werden vanaf een basis aan de Italiaanse westkust door Dakota's voortgetrokken. De helft van het 64e Lichte Antitankbataljon van de Royal Artillery werd op deze manier achter de vijandelijke linies gedropt. Van de veertig zweefvliegtuigen bereikte er zevenendertig de bestemming; drie kwamen in de zee terecht.